# Stipendienwerk Guatemala
Das Stipendienwerk Guatemala (auch Projekt Samenkorn) ist ein Stipendienwerk, das junge Maya unterstützt und ihnen eine Berufsausbildung ermöglicht.
Das Projekt will begabten, armen Jugendlichen in Guatemala, besonders aus der Mayabevölkerung, eine Schul- und Berufsausbildung ermöglichen. Die Stipendiaten sollen durch ergänzende Bildungsveranstaltungen mit einem qualifizierten Bildungsprogramm gefördert werden. Dies stärkt sie im Idealfall in ihrer Maya-Identität und versetzt sie in die Lage gesellschaftspolitische Verantwortung zu übernehmen. Für die Auswahl der Bewerber werden neben schulischen Lernkriterien besonders christliches und soziales Engagement und Verantwortungsbreitschaft berücksichtigt. 
Das Projekt will Persönlichkeiten mit christlichem und sozialem Engagement fördern, die für einen friedlichen Wandel in Guatemala eintreten und als Fachleute bei der Entwicklung ihres Landes mitwirken können. Stipendiaten, die ein Studium abgeschlossen haben, sollen ihre Kenntnisse als „Agentes de cambio“ (etwa „Träger des Wandels“) im Land selbst einsetzen.
1994 initiiert, wurde das Projekt in Guatemala von der deutschen Journalistin Maria-Christine Zauzich geleitet, die im August 2009 an der guatemaltekischen Pazifikküste ertrank. 
Das Projekt Samenkorn wird in Deutschland von dem eingetragenen Verein Samenkorn e.V. getragen. Auf dem deutschen Vereinskonto gehen die Spenden ein und werden je nach Vorgaben des Haushaltsplans nach Guatemala überwiesen. Der guatemaltekische Vorstand des Projektes Ija´tz (Ija'tz heißt Samenkorn in der Mayasprache Kaqchikel) steht im regelmäßigen Austausch mit dem deutschen Vorstand. In Guatemala wird das Stipendienwerk von einem deutschen Projektleiter und fünf guatemaltekischen Mitarbeitern geführt. 